# Les Disques Motors
La Les Disques Motors (conosciuta anche come Motors) è un'etichetta discografica francese fondata nel 1971 da Francis Dreyfus

## Artisti
- Christophe
- Clarinha
- François De Roubaix
- Pascal Dufar
- Dynastie Crisis
- Ferré Grignard
- La Folle Entreprise
- Bernard Lavilliers
- Léonie
- Maurice Jarre
- Jean-Michel Jarre
- Gilles Marchal
- Synthetic Cha Cha Band
- Patrick Topaloff
- Dominique Webb
- Janette Woollacott